# Labushne
Labushne  (ucraniano: Лабушне) es una localidad del Raión de Podilsk en el Óblast de Odesa de Ucrania. Según el censo de 2001, tiene una población de 1365 habitantes.